# Isac Santos
Isac Viana Santos (São Gonçalo, 13 de dezembro de 1990) é um  voleibolista indoor brasileiro, atuante na posição de Central, que conquistou pela seleção brasileira, na categoria juvenil, o vice-campeonato no Campeonato Sul-Americano de 2008 no Brasil e o título do Campeonato Mundial de 2009 na Índia, na categoria adulto conquistou os títulos da Copa Pan-Americana de 2013 no México, bicampeão do Campeonato Sul-Americano de 2015 e 2017, no Brasil e Chile, respectivamente, além de duas medalhas de prata em edições da Liga Mundial, em 2013 na Argentina e 2015 na Polônia.Em clubes é tricampeão em edições do Campeonato Su-Americano de Clubes nos anos de 2014, 2016 e 2017, todas no Brasil e nesta competição possui ainda duas medalhas de prata, uma em 2009 no Brasil e a outra em 2015 na Argentina, além de ser tricampeão em edições realizadas no Brasil do Campeonato Mundial de Clubes, nos anos de  2013, 2015 e 2016.

## Carreira
Natural de São Gonçalo, inicialmente tentou a carreira no futebol, chegou atuar por um time que integrava um projeto comunitário e jogava na posição de goleiro, inspirado no ex-goleiro Carlos Germano, mas a convite de seu professor de Educação Física iniciou aos 13 anos de idade, a jogar nas categorias de base do Niterói Vôlei Clube, época que sua estatura já chamava a atenção, logo buscou participar das peneiras do Esporte Clube Banespa, na época um dos principais clubes formadores do país, sendo aprovado em 2006 e ingressou no final deste mesmo ano Santander/São Bernardo.
Convocado pelo técnico Marcos Lerbach para a Seleção Brasileira, categoria infanto-juvenil, e participou de amistosos na excursão pela Europa em preparação para o Campeonato Mundial Infanto-juvenil de 2007, realizado nas cidades mexicanas de Tijuana e Mexicali, e esteve nesta edição vestindo a camisa 15, e alcançou o sétimo lugar. e nas estatísticas finalizou na oitava colocação entre os melhores sacadores da competição Recebeu convocação e disputou pela Seleção Brasileira a edição do Campeonato Sul-Americano Juvenil de 2008, este sediado em Poços de Caldas, Brasil, e finalizou com a medalha de prata.
Integrou o elenco juvenil do São Bernardo/Santander na conquista do título do Campeonato Paulista Juvenil de 2008, que foi o bicampeonato e em 2009 foi terceiro colocado no Torneio Início da Federação Paulista de Volleyball também na categoria juvenil.
Em 2009 foi convocado pelo técnico Percy Oncken e disputou pela Seleção Brasileira a edição do Campeonato Mundial Juvenil, este realizado em Pune-Índia, vestindo a camisa 12.conquistou a medalha de ouro
Ainda em 2009 representou o elenco juvenil na conquista do tricampeonato paulista juvenil e o elenco profissional do São Bernardo/Santander na edição do Campeonato Sul-Americano de Clubes, sediado em Florianópolis, Brasil e conquistou a medalha de prata. Na temporada 2009-10 já integrou o elenco adulto no mesmo clube que utilizou a alcunha Brasil Vôlei Clube, disputando a correspondente Superliga Brasileira A, disputando a fase de quartas de final e finalizou na sexta posição.
Em 2010 foi convocado para a Seleção Brasileira de Novos que disputou a Copa Pan-Americana em San Juan, Porto Rico, sendo semifinalista e vestindo a camisa 19 encerrou pela equipe brasileira na quarta posição.
Na jornada seguinte atuou pelo BMG/São Bernardo e finalizou na quinta posição do Campeonato Paulista de 2010 e na décima posição na Superliga Brasileira 2010-11.
Em 2011 foi novamente convocado para Seleção Brasileira de Novos em preparação para Universíada de Verão em Shenzhen-China no mesmo ano e para o Evento Teste da Olimpíada de Londres de 2012, participou apenas do Evento Teste para Olimpíada de Londres de 2012, vestindo a camisa 13, no qual conquistou o vice-campeonato.
Nas competições de 2011-12 vestiu a camisa do BMG/ São Bernardo do Campo e disputando a referente Superliga Brasileira A na qual encerrou por este clube na oitava posição, registrou um total de 232 pontos, destes 157 de ataques, 49 de bloqueios e 26 de saques, sendo o sexto entre os maiores bloqueadores e o nono entre os sacadores.
Apontado como um dos atletas promissores da modalidade renovou com a equipe de BMG/São Bernardo, que passou a utilizar o nome São Bernardo Vôlei na temporada 2012-13, disputando por este a correspondente Superliga Brasileira A.e novamente alcançando a oitava posição nesta edição
Foi convocado para a Seleção Brasileira Sub-23 em 2013, esta categoria representou o país na Copa Pan-Americana sediada na Cidade do México e conquistou a medalha de ouro nesta edição e integrou nas premiações individuais a seleção do campeonato, foi nomeado como o Segundo Melhor Central, integrando a seleção do campeonato.
O técnico Bernardo Rezende também em 2013 o convocou para seleção principal e disputou a edição da Liga Mundial e também esteve no grupo que disputou a fase final que ocorreu em Mar del Plata, Argentna, vestindo a camisa 2 e conquistou a medalha de prata.
Após sete temporadas no time de São Bernardo do Campo, o Sada Cruzeiro o contratou para a temporada 2013-14, e disputou a edição do Campeonato Mundial de Clubes de 2013, realizado em Betim, Brasil, vestiu a camisa 12 na conquista da inédita da medalha de ouro para o Brasil, consequentemente pro clube.
Pelo Sada Cruzeiro conquistou seu primeiro título do Campeonato Mineiro, e por este clube disputou a Superliga Brasileira A 2013-14 sagrando-se campeão nesta edição.
Disputou em 2014 a edição da Copa Brasil na cidade de Maringá-PR, obtendo o primeiro título do clube e a qualificação para o Campeonato Sul-Americano de Clubes no mesmo ano; participando também do referido Campeonato Sul-Americano de Clubes, que foi realizado em Belo Horizonte, Brasil, conquistando a medalha de ouro e a qualificação para o Campeonato Mundial de Clubes no mesmo ano.
Representou o Sada Cruzeiro no Campeonato Mundial de Clubes de 2014, edição ocorrida em Belo Horizonte, vestindo a camisa 12, e finalizou na quarta colocação.
Voltou a ser convocado para seleção principal para disputar a edição da Liga Mundial de 2014, novamente vestindo a camisa 2 disputou a primeira fase e não disputou a fase final, ocasião do vice-campeonato do Brasil.
Renovou por mais uma temporada com o Sada Cruzeiro e sagrou-se bicampeonato na edição do Campeonato Mineiro em 2014, neste mesmo ano sagrou-se campeão do Torneio Internacional UC Irvine, conquistou o bronze na Copa Brasil 2015.
Pelo Sada Cruzeiro disputou a edição do Campeonato Sul-Americano de Clubes em 2015, este sediado em San Juan, na Argentina, ocasião que conquistou a medalha de prata e neste ano disputou a fase final edição de Superliga Brasileira A, correspondente a temporada 2014-15, sagrando-se bicampeão nacional.
Em 2015 também competiu pelo Sada Cruzeiro na Supercopa Brasileira, realizada em Itapetininga, sagrando-se campeão nesta que foi a primeira edição e também na edição do Campeonato Mundial de Clubes sediado em Betim, vestindo a camisa 12 sagrando-se bicampeão. Neste mesmo ano foi convocado para Seleção Brasileira e disputou a primeira fase e a fase final da Liga Mundial de 2015, com a fase final no Rio de Janeiro, vestiu de novo a camisa 2 quando finalizou na quinta posição; também pela seleção principal participou da conquista da medalha de ouro na edição do Campeonato Sul-Americano realizado em Maceió, Brasil, e foi premiado como o Melhor Central.
Nas competições de 2015-16 renovou com o Sada Cruzeiro sagrando-se tricampeão consecutivo na edição do Campeonato Mineiro de 2015 e sagrou-se tricampeão consecutivo nacional na Superliga Brasileira A 2015-16, registrando 216 pontos, destes foram 163 de ataques, 39 de bloqueios e 14 de saques; também alcançou o título da Copa Brasil de 2016, esta sediada em Campinas.
Ainda em 2016 conquistou o bicampeonato na edição do Campeonato Sul-Americano de Clubes, realizado em Taubaté, sendo premiado domo Primeiro Melhor Central, também disputou mais uma edição do Campeonato Mundial de Clubes e vestindo a camisa 12 sagrou-se tricampeão mundial.
Convocado em 2016 para Seleção Brasileira e disputou a primeira fase e a fase final da Liga Mundial de 2015, com a fase final na Cracóvia, Polônia, vestindo a camisa 2 na conquista da medalha de prata. Foi convocado para elenco da seleção principal que se preparava para os Jogos Olímpicos de 2016 no Rio de Janeiro sendo cortado após a citada Liga Mundial.
Ele seguiu para a quarta temporada consecutiva pelo Sada Cruzeiro conquistou o tetracampeonato no Campeonato Mineiro de 2016 e o bicampeonato da Supercopa Brasileira de 2016; nesta jornada disputou a Superliga Brasileira A 2016-17 alcançando o tetracampeonato consecutivo nacional.
Em 2017 disputou a Copa Brasil realizada em Campinas, ocasião que avançou as semifinais e nesta fase ocorreu a eliminação, também sagrou-se tetracampeão da edição do Campeonato Sul-Americano de Clubes de 2017, sediado em Montes Claros.
Recebeu convocação para Seleção Brasileira por parte do técnico Renan Dal Zotto para disputar a edição do Campeonato Sul-Americano de 2017, sediado nas cidades de Temuco e Santiago e conquistou o bicampeonato consecutivo nesta competição.
Renovou com o Sada Cruzeiro para as competições do período 2017-18, na pré-temporada disputou aa edição do Desafio Sul-Americano de Vôlei na San Juan (Argentina) conquistando o título, também alcançando o bicampeonato do Campeonato Mineiro de 2017 e o bicampeonato também na edição da Supercopa de 2017 e conquistou nesta mesma temporada o título da Coa Brasil de 2018 em São Paulo e neste mesmo ano conquistou a medalha de ouro na edição do Campeonato Sul-Americano de Clubes novamente sediada em Montes Claros e foi premiado como o melhor jogador da competição, foi premiado como primeiro melhor central do campeonato.
E venceu a primeira partida da final da Superliga Brasileira A 2017-18 e ao vencer a segunda partida dos playoffs da fase final sagrou-se campeão nacional de forma consecutiva.
Renovou com o Sada Cruzeiro por mais uma temporada e conquistou o título do Campeonato Mineiro de 2018, na sequência conquistou o vice-campeonato da Supercopa Brasileira de 2018 realizada em Belo Horizonte,  sagrando-se campeão do Campeonato Sul-Americano de Clubes em 2019, sediado em Belo Horizonte, também sagrou-se tetracampeão da Copa Brasil em 2019 sediada em Lages e terminou na terceira posição na Superliga Brasileira A 2018-19 após eliminação nas semifinais.

## Títulos e resultados
- Campeonato Mundial de Clubes:2014 [58]
- Evento Teste para Olimpíada de Londres 2012[31]
- Copa Pan-Americana:2010[26]
- Torneio Internacional UC Irvine: 2014[65]
- Supercopa Brasileira de Voleibol:2015[71], 2016[90]e 2017[101]
- Supercopa Brasileira de Voleibol:2018[110]
- Superliga Brasileira-Série A: 2013-14[51],2014-15[70], 2015-16[79], 2016-17[93], 2017-18[107] e 2021-22
- Superliga Brasileira-Série A:2018-19
- Copa Brasil:2014[53], 2016[81],2018[102] e 2019
- Copa Brasil:2015[66]
- Campeonato Mineiro: 2013[49],2014[64],2015[78],2016[89], 2017[100]e 2018[108]
- Campeonato Paulista Juvenil:2007[12], 2008[12], 2009[18]
- Torneio Início da Federação Paulista de Volleyball Juvenil: 2009[14]

## Prêmios individuais
- 1º Melhor Central do Campeonato Sul-Americano de Clubes de 2018[105]
- 1º Melhor Central do Campeonato Sul-Americano de Clubes de 2016[82]
- Melhor Central do Campeonato Sul-Americano de 2015[77]
- 2º Melhor Central da Copa Pan-Americana de 2013[40]